# Vellozia alutacea
Vellozia alutacea är en enhjärtbladig växtart som beskrevs av Johann Baptist Emanuel Pohl. Vellozia alutacea ingår i släktet Vellozia och familjen Velloziaceae. Inga underarter finns listade.